# 義姬
義姬（1548年或1547年—1623年8月13日）是出羽國的戰國大名最上義守的女兒。比最上義光小1或2歲的妹妹。伊達輝宗正室，伊達政宗的母親。作風激烈不惜毒殺兒子政宗而有外號出羽鬼姬，因為住在米澤城東面的館而被稱為阿東之方（お東の方）。出家後稱保春院。

## 生平
在出羽國山形城出生。義姫與兄長義光之間的關係相當好，現今存在著許多兩人之間來往的信件。
在永祿7年（1564年）其間嫁給與最上氏對立的伊達輝宗，永祿10年8月3日（1567年9月5日）19歲時誕下政宗，後來生下小次郎和兩個女兒（夭折）。

### 伊達家時期
天正6年（1578年），上山城城主上山滿兼聯合輝宗一同進攻義光，義光陷入壓倒性不利的狀況。察覺到兄長有危險的義姫乘著橋（駕籠）突入陣中來到夫君的面見，向輝宗說「為什麼要如此不講情面地與兄弟吵架？（何故このように情けない兄弟喧嘩をなさるのか）」而令輝宗撤兵。
天正12年（1584年），政宗繼任伊達家的家督。翌年輝宗因為被二本松義繼連累而被殺，義姬成為寡婦。義姬懷疑是因為政宗欲奪取權力而謀殺輝宗，對政宗抱持著不信任感。之後政宗為了成為奥羽（東北地方）的霸者而進擊各地，並攻擊最上家的遠親塩松氏、最上家的本家大崎氏，令到義姬越來越感到不快。
另一方面，義姬的兄長義光亦對政宗有很強的警戒心並開始侵攻庄内，伊達和最上之間的對立已經開始嚴重化。而義姬在伊達家中的立場亦漸漸惡化。
天正16年（1588年）的大崎合戰中，政宗陷入被義光包圍的危機。因為這個狀況，義姫乘橋進入戰場並促請兩軍停戰。義光在諸大名面前，對和睦一事感到是極度屈辱，但是不能拒絕妹妹的請求。因此經過80日的休戰後，兩者最終和睦。此後義光努力在伊達和大崎之間進行調停，但是因為伊達側對最上側抱持不信任態度而不太成功。有義光在此時對義姫請求幫忙的書狀存在，義姫受到兄長深厚信賴，而且表明義姬在伊達家中亦有相當的發言權。

### 政宗參戰小田原前夕
在政宗參加豐臣秀吉的小田原征伐的天正18年（1590年），發生了義姫在膳食中下毒毒殺政宗失敗的事件。因為此事而令母子之間的對立達到頂點，亦流傳著政宗親殺死弟弟小次郎的說法。但是這次毒殺未遂的事件並沒有在當時的史料中有記載，詳細記述這次事件的是江戶時代的『治家記錄』等書物。治家記錄中的說法是開始用膳前御膳番眾看穿了義姬的企圖，政宗因此返回家中，但是否定的見解亦存在，關於這段混亂時期的情況現今有諸多説法。
在政宗斬殺小次郎後，義姫仍然留在伊達家中，母子之間交換過親密的文書。義姬在文祿2年（1593年）向在朝鮮從軍的政宗送了附上現金三兩以及和歌（あきかぜの　たつ唐舟に　帆をあげて　君かえりこん　日のもとの空）的信件。政宗對書狀相當感激，並且尋找能回禮給母親的物品，終於找到朝鮮木綿並將其與寫了「期望著能再一次拜見」（ひとたび拝み申したく念望にて候）的書狀一起送給義姬。

### 返回最上家
就在母子交換書信後的翌年文祿3年（1594年），把書信交給在京都的虎哉宗乙（政宗的老師）後，11月4日義姫從岩出山城出奔並返回山形城。義姬認為政宗能冷血的殺死父親輝宗及弟弟小次郎等至親，自己假以時日也會慘遭毒手而出奔。
慶長5年（1600年），在奥羽中爆發慶長出羽合戰。此時最上義光向政宗請求援軍，義姫亦向政宗送出請求援軍的書狀。此時片倉景綱向政宗進言應旁觀並等到最上勢和敵軍都疲累疲弊的時機，但是政宗擔心母親的安危而拒絕了景綱的建議並派遣援軍（但是伊達勢靜觀戰況，並沒有積極的行動）。戰後義姫對政宗和援軍留守政景送出感謝的書狀。

### 返回伊達家及逝世
義光在慶長19年（1614年）逝世。義姫對於最上家在兄長死後的劇變感到相當失望。此後最上氏因為內紛而在元和8年（1622年）被改易，於是義姫無處可去。因此前去依賴政宗，在正式入住仙台之前已經與政宗有多次善意書信和歌往來，在元和9年（1623年）正式入住政宗的居城仙台城並出家並稱保春院。此時眼睛和腳開始變差，但仍向在江戶的媳婦愛姬贈送手製的小袋而被感激。同年7月17日於同地死去。享年76歲。政宗在寛永12年（1635年）為了悼念母親的第十三年死忌的菩提，在若林城附近建立臨濟宗少林山保春院，在翌年的4月18日慶祝落成。保春院在寶暦2年（1757年）被火災燒毀，但是還有政宗自己製作的母親的位牌，並安置在再建的保春院中。保春院一帶的住所（若林區保春院前丁）等還有名字存在。

## 與政宗的關係
眾所皆知義姬早年與政宗關係並不好，但義姬並非一開始就討厭政宗，義姬認為輝宗的死是政宗故意謀殺，外加政宗跟娘家最上家關係尖銳常有軍事衝突，讓義姬對政宗很不諒解。在天下大定後最上家衰敗滅亡無棲身之處，剛好政宗此時欲接義姬回仙台，母子二人歷經大半輩子風霜，看破過往恩仇而言歸於好。

## 外部連結
- 少林山 保春院 （页面存档备份，存于）
- 【義姫/よしひめ】　～戦陣の間にすわりこみ……～ （页面存档备份，存于）
- 【伊達政宗の母　義姫】 （页面存档备份，存于）